# Duval County (Texas)
Duval County je okres ve státě Texas v USA. K roku 2010 zde žilo 11 782 obyvatel. Správním městem okresu je San Diego. Celková rozloha okresu činí 4 652 km².